# Nyarlathotep
Nyarlathotep, ook bekend als the Crawling Chaos, is een fictieve godheid uit de verhalen van H.P. Lovecraft. Het personage maakte zijn debuut in het gelijknamige korte verhaal uit 1920 en is nadien vast onderdeel geworden van de Cthulhu Mythos.

## Achtergrond
Het gebruik van het Egyptische achtervoegsel -hotep in de naam suggereert een mogelijke connectie met het Oude Egypte.
Lovecraft kreeg het idee voor Nyarlathotep door een droom die hij in een brief aan Reinhardt Kleiner omschreef als “de engste en meest realistische nachtmerrie die hij ooit had gehad sinds zijn 10e”.
Nyarlathotep verschilt in meerdere opzichten van de andere goden uit Lovecraft’s verhalen. Daar waar de meeste goden uit de Cthulhu Mythos zijn verbannen naar de sterren of zelfs naar buiten het universum (zoals Yog-Sothoth en Hastur), of in een diepe slaap verkeren (zoals Cthulhu), is Nyarlathotep nog altijd actief en regelmatig op aarde te vinden. Hij vertoont zich het meest in de gedaante van een lange, slanke man, maar kan tal van andere gedaantes aannemen; sommige menselijk, maar andere monsterlijk of buitenaards. Hij wordt op aarde door vele sektes aanbeden, die hem allemaal kennen onder een andere naam en uiterlijk. Enkele van deze namen zijn “Ahtu”, “de zwarte man”, “de zwarte farao”, “de duistere demon”, “de gezichtsloze god” en “de kruipende mist”.
Nyarlathotep is daadwerkelijk kwaadaardig, terwijl de meeste andere goden die men vanwege hun daden bestempelt als “kwaadaardig”, puur handelen uit onwetendheid of vanwege de wetten waaraan ze zijn gebonden. Hij maakt gebruik van intimidatie en propaganda om zijn doelen te bereiken, maar geeft er de voorkeur aan mensen tot waanzin te drijven boven dood en verderf te zaaien. Nyarlathotep is de boodschapper, hart en ziel van de Buitenste Goden. Hij is tevens een dienaar van Azathoth, wiens bevelen hij meteen opvolgt.

## Verhalen
Behalve in zijn debuutverhaal, gebruikte Lovecraft Nyarlathotep ook in de verhalen The Dream-Quest of Unknown Kadath, Fungi from Yuggoth, The Dreams in the Witch House, The Rats in the Walls, The Haunter of the Dark en The Whisperer in Darkness.
In 1996 publiceerde Chaosium een reeks verhalen van verschillende schrijvers, waarin Nyarlathotep een rol speelt:
- Alhireth-Hotep the Prophet door Lord Dunsany
- The Sorrow of Search door Lord Dunsany
- The Second Coming (gedicht) door William Butler Yeats
- Silence Falls on Mecca’s Walls (gedicht) door Robert E. Howard
- Nyarlathotep (gedicht) door H. P. Lovecraft
- The Dreams in the Witch House door H. P. Lovecraft
- The Haunter of the Dark door H. P. Lovecraft
- The Dweller in Darkness door August Derleth
- The Titan in the Crypt door J. G. Warner
- Fane of the Black Pharaoh door Robert Bloch
- Curse of the Black Pharaoh door Lin Carter
- The Curse of Nephren-Ka door John Cockroft
- The Temple of Nephren-Ka door Philip J. Rahman & Glenn A. Rahman
- The Papyrus of Nephren-Ka door Robert C. Culp
- The Snout in the Alcove door Gary Myers
- The Contemplative Sphinx (gedicht) door Richard Tierney
- Ech-Pi-El’s Ægypt (gedichten) door Ann K. Schwader